# Дечин (окръг)
Окръг Дечин (на чешки: Okres Děčín) се намира в Устецкия край на Чехия. Площта му е 908,58 km2, а населението му – 131 313 души (2016). Административен център е едноименният град Дечин. В окръга има 52 населени места, от които 14 града. Код по LAU-1 – CZ0421.

## География
Разположен е в североизточния част на края. Граничи с окръзите Усти над Лабе и Литомержице на Устецкия край; Ческа Липа на Либерецкия край, а на север е държавната граница с Германия.

## Градове и население
По данни за 2009 г.:
| Град                  | Население |
| --------------------- | --------- |
| Дечин                 | 52 614    |
| Варнсдорф             | 16 094    |
| Румбурк               | 11 456    |
| Шлукнов               | 5735      |
| Ческа Каменице        | 5629      |
| Илове                 | 5293      |
| Иржиков               | 4064      |
| Бенешов над Плоучници | 4052      |
| Красна Липа           | 3735      |
| Микулашовице          | 2340      |
| Велки Шенов           | 2035      |
| Долни Поустевна       | 1958      |
| Хършибска             | 1492      |
| Вернержице            | 1121      |

| Общо            | Жени             | Мъже             |
| --------------- | ---------------- | ---------------- |
| 136 672 (100 %) | 68 837 (50,37 %) | 67 835 (49,63 %) |

## Образование
По данни от 2009 г.:
| Вид училище                         | Брой училища |
| ----------------------------------- | ------------ |
| Детски градини                      | 60           |
| Начални училища                     | 47           |
| Гимназии                            | 4            |
| Средни училища и промишлени училища | 13           |
| Средни професионални училища        | 9            |
| Висши професионални училища         | 1            |

## Здравеопазване
По данни от 2010 г.:
| Лекари                                      | 369 |
| Болници                                     | 4   |
| Специализирани заведения за лечение и отдих | 2   |
| Зъболекари                                  | 65  |
| Аптеки                                      | 31  |

## Реки
- Каменице
- Лабе
- Плоучнице

## Транспорт
През окръга преминава част от първокласните пътища (пътища от клас I) I/9, I/13 и I/62. Пътища от клас II в окръга са II/240, II/261, II/262, II/263, II/264, II/265, II/266 и II/267.